# 阿因萨-索夫拉尔韦
阿因萨-索夫拉尔韦，是西班牙阿拉贡自治区韦斯卡省的一个市镇。总面积285平方公里，总人口1602人（2001年），人口密度6人/平方公里。

## 友好城市
- 法國 阿罗